# ザラストロ (小惑星)
ザラストロ (3026 Sarastro) は小惑星帯にある小惑星。パウル・ヴィルトがツィンマーヴァルト天文台で発見した。

## 名称
モーツァルトが作曲したオペラ（ジングシュピール）『魔笛』に登場する、高僧ザラストロにちなむ。この命名は1992年11月の小惑星回報（MPC 21130）で公表された。
なお『魔笛』からは、登場人物が小惑星 (417) パパゲーナ、(539) パミーナに命名されている（両者はマックス・ヴォルフによる発見）。作品名自体も (14877) ザウバーフルートに命名されている。

## 註
1. ↑  MPC 21130（1992年11月10日）